# Les Transformés
Les Transformés (ou Les Chrysalides ; titre original : The Chrysalids ou Re-Birth) est un roman d'anticipation écrit par John Wyndham, publié en 1955.
Initialement intitulé Re-Birth, le roman a été republié plus tard sous le titre The Chrysalids.

## Résumé
La Terre, dans une époque post-apocalyptique, n'est plus peuplée que par quelques groupes isolés. Dans une région que ses habitants appellent Labrador, vit une société orthodoxe chrétienne. Ils vivent dans une société pastorale dotée de peu de technologie, dans la hantise des malformations qui apparaissent sans cesse dans les moissons et le bétail, sans nul doute causées par les radiations résiduelles de la catastrophe qui a détruit la civilisation. Leur doctrine veut que tout être malformé soit détruit, ou banni dans les terres sauvages si c'est l'un d'entre eux. Dans cette communauté, un groupe d'enfants se découvre le don de télépathie et doit se cacher de peur d'être chassés.